# Jan Erik Schulte
Jan Erik Schulte (* 1966 in Letmathe, Stadt Iserlohn) ist ein deutscher Historiker mit den Forschungsschwerpunkten Geschichte des Nationalsozialismus und des Holocaust, Internationale Geschichte und Kanadische Zeitgeschichte sowie Erinnerungskultur nach 1945.

## Leben und Wirken
Jan Erik Schulte studierte von 1987 bis 1993 Geschichte, Volkswirtschaftslehre und Neugermanistik an der Ruhr-Universität Bochum und der University of Liverpool (Erasmus-Programm). 1999 erfolgte die Promotion an der Universität Bochum mit einer von Hans Mommsen betreuten Arbeit über „Verwaltung des Terrors. Entwicklung und Tätigkeit der Verwaltungs- und Wirtschaftsämter der SS 1933–1945“. Von 1997 bis 1999 arbeitete er als Historiker für das kanadische Justizministerium in der „Crimes Against Humanity and War Crimes Section“ mit Sitz in Ottawa. Nach seiner Promotion absolvierte er ein wissenschaftliches Museumsvolontariat im Kreismuseum Wewelsburg. Er war Kurator und wissenschaftlicher Leiter des Ausstellungsbereichs „Allgemeine Geschichte der SS“ im Rahmen der Neukonzeption der Dauerausstellung „Ideologie und Terror der SS“ in der Erinnerungs- und Gedenkstätte Wewelsburg 1933–1945 im Kreismuseum Wewelsburg. Zwischenzeitlich fungierte er als Sekretär und später stellvertretender Vorsitzender des Internationalen Gedenkstättenkomitees „International Committee of Memorial Museums in Remembrance of the Victims of Public Crimes“ (IC MEMO) und als Lehrbeauftragter an der Universität Bochum. Nach Stationen als wissenschaftlicher Mitarbeiter an den Universitäten Bochum (Lehrstuhl Constantin Goschler) und Marburg (Lehrstuhl Eckart Conze) war er von 2010 bis 2014 Mitarbeiter am Hannah-Arendt-Institut für Totalitarismusforschung an der Technischen Universität Dresden. Im 2010 erschienenen Band „Das Amt und die Vergangenheit. Deutsche Diplomaten im Dritten Reich und in der Bundesrepublik“ von Eckart Conze, Norbert Frei, Peter Hayes und Moshe Zimmermann gehörte er zu den wissenschaftlichen Mitarbeitern und Mitautoren einzelner Kapitel. Der Band ging aus der Arbeit der Unabhängigen Historikerkommission Auswärtiges Amt hervor.
Seit April 2014 ist er Leiter der Gedenkstätte Hadamar, eine Einrichtung des Landeswohlfahrtsverbandes Hessen (LWV), seit 2017 im Fachbereich „Archiv, Gedenkstätten, Historische Sammlungen“.
Nach abgeschlossener Habilitation wurde er an der Ruhr-Universität Bochum zum Privatdozenten für Zeitgeschichte ernannt.
Schulte ist Autor und Herausgeber mehrerer Bücher und Beiträge zur Geschichte des Nationalsozialismus, im Besonderen zur Schutzstaffel (SS). So forschte er zum SS-Wirtschafts- und Verwaltungshauptamt (WVHA), über das er mehrere Aufsätze und zwei Bücher verfasst hat. In seiner Habilitationsschrift befasste er sich mit der Geschichte der kanadischen UN-Blauhelme und des kanadischen Peacekeeping-Mythos. In jüngeren Publikationen steht überwiegend die Geschichte der nationalsozialistischen Patientenmorde im Mittelpunkt.

## Schriften (Auswahl)
Monographien
- Zwangsarbeit und Vernichtung: Das Wirtschaftsimperium der SS. Oswald Pohl und das SS-Wirtschafts-Verwaltungshauptamt 1933–1945. Schöningh, Paderborn u. a. 2001, ISBN 3-506-78245-2.[9]
- Mahnort SS-Wirtschafts-Verwaltungs-Hauptamt 1942–1945. Verwaltungs- und Terrorzentrale der SS (= Topographie des Terrors. Notizen. Band 14). Hentrich & Hentrich Verlag, Berlin/Leipzig 2020, ISBN 978-3-95565-365-1.

Herausgeberschaften
- Die SS, Himmler und die Wewelsburg. Schöningh, Paderborn 2009, ISBN 978-3-506-76374-7.
- mit Jörg Osterloh: „Euthanasie“ und Holocaust. Kontinuitäten, Kausalitäten, Parallelitäten (= Schriftenreihe der Gedenkstätte Hadamar, Band 1). Schöningh, Paderborn 2001, ISBN 978-3-506-79188-7.
- mit Peter Lieb, Bernd Wegner: Die Waffen-SS. Neue Forschungen (= Krieg in der Geschichte. Band 74). Schöningh, Paderborn u. a. 2014, ISBN 978-3-506-77383-8.
- mit Michael Wala: Widerstand und Auswärtiges Amt. Diplomaten gegen Hitler. Siedler, München 2013, ISBN 978-3-8275-0015-1.
- Konzentrationslager im Rheinland und in Westfalen 1933–1945. Zentrale Steuerung und regionale Initiative. Schöningh, Paderborn 2005, ISBN 3-506-71743-X.